# Dö som en hund
Dö som en hund är Attentats tionde singel och den fjärde i en serie av sex singlar, släppta en gång i månaden, som föregick albumet ”Fy fan”. Dö som en hund blev Attentats första låt någonsin med tvåtaktskomp, och den första låten bandet spelade in och sedan spelade live sedan nystarten 2010 